# Lago di Osiglia
Lago di Osiglia este o arie protejată (arie specială de conservare — SAC, sit de importanță comunitară — SCI) din Italia întinsă pe o suprafață de 409 ha, integral pe uscat.

## Localizare
Centrul sitului Lago di Osiglia este situat la coordonatele 44°18′02″N 8°11′46″E / 44.3006°N 8.1961°E.

## Înființare
Situl Lago di Osiglia a fost declarat sit de importanță comunitară în iunie 1995 pentru a proteja 39 de specii de animale. Situl a fost protejat și ca arie specială de conservare în iunie 2015.

## Biodiversitate
Situată în ecoregiunea alpină, aria protejată conține 5 habitate naturale: Păduri aluvionare cu Alnus glutinosa și Fraxinus excelsior (Alno-Padion, Alnion incanae, Salicion albae), Păduri de fag Luzulo-Fagetum, Fânețe de joasă altitudine (Alopecurus pratensis, Sanguisorba officinalis), Liziere de ierburi înalte hidrofile de câmpie și de nivel montan până la alpin, Păduri de Castanea sativa.
La baza desemnării sitului se află mai multe specii protejate:
- păsări (37): uliu păsărar (Accipiter nisus), pițigoi codat (Aegithalos caudatus), rață mare (Anas platyrhynchos), lăstunul mare (Apus apus), ciuf-de-pădure (Asio otus), cucuvea (Athene noctua), șorecarul comun (Buteo buteo), sticlete (Carduelis carduelis), mierla de apă (Cinclus cinclus), cioară neagră (Corvus corone), cuc (Cuculus canorus), ciocănitoare pestriță mare (Dendrocopos major), Dryobates minor, măcăleandru (Erithacus rubecula), cinteză (Fringilla coelebs), gaiță (Garrulus glandarius), rândunică (Hirundo rustica), sfrâncioc roșiatic (Lanius collurio), pescăruș râzător (Larus ridibundus), pițigoi moțat (Lophophanes cristatus), codobatură galbenă (Motacilla alba), codobatură de munte (Motacilla cinerea), pițigoi mare (Parus major), vrabie (Passer domesticus), cormoran mare (Phalacrocorax carbo), pitulice de munte (Phylloscopus collybita), ciocănitoarea verde (Picus viridis), mugurarul (Pyrrhula pyrrhula), sitar de pădure (Scolopax rusticola), țiclete (Sitta europaea), scatiu (Spinus spinus), graur (Sturnus vulgaris), silvie cu cap negru (Sylvia atricapilla), pănțărușul (Troglodytes troglodytes), mierlă (Turdus merula), sturz-cântător (Turdus philomelos), sturz (Turdus pilaris)
- pești (2): Barbus plebejus, Protochondrostoma genei

Pe lângă speciile protejate, pe teritoriul sitului au mai fost identificate 7 specii de plante, 2 specii de amfibieni, 2 specii de mamifere, 3 specii de nevertebrate, 1 specie de pești, 2 specii de reptile.